# Eustache Marcadé
Pour les articles homonymes, voir Marcadé.
Eustache Marcadé ou Eustache Mercadé, né en Artois à une date inconnue, mort en 1440, est l'auteur présumé de l'un des premiers mystères français connus à ce jour.

## Biographie
Eustache Marcadé fut prévôt de Dampierre-en-Yvelines puis official de l'abbaye de Corbie à partir de 1414, il perdit cette charge à la suite d'une querelle de succession à la tête de l'abbaye. Guillaume de Hotot, abbé de l'abbaye Saint-Paul de Cormery contestait le titre abbatial à Jean de Lion, Eustache Mercadé prit le parti du premier. Le second qui devint abbé de Corbie, le priva de sa charge d'official et le dénonça aux Anglais pour crime de lèse-majesté et le fit emprisonné dans le beffroi d'Amiens, avec paiement d'une amende de 200 livres parisis, en 1427. Une sentence du Châtelet, confirmée par la Parlement de Paris, en 1439, lui rendit sa charge d'official de l'abbaye de Corbie.
Il devint par la suite doyen de la Faculté de Décret, ancêtre de la Faculté de droit de Paris.

## Œuvre
On lui attribue Le Mystère de la Passion, appelé communément la Passion d'Arras, dont on sait qu'il a été joué à Arras vers 1420-1430 et à Metz en 1437. Ce mystère compte 24 944 octosyllabes et se déroule en quatre journées. On y voit en prologue le « procès du Paradis » où Dieu entend les témoignages de la Justice et de la Miséricorde sur les méfaits de Satan dans le monde. Dieu décide alors d'y envoyer son fils pour le rachat de l'humanité. Les trois premières journées sont consacrées à la vie de Jésus sur terre, de la naissance à la passion. Lors de la quatrième journée, il remonte au ciel pour rendre compte de son œuvre de rédemption.
On retrouve par la suite le thème du « procès du Paradis » dans d'autres mystères tel que Le Mystère de la passion d'Arnoul Gréban. Le manuscrit de la Passion d'Arras contient un autre mystère inédit, La Vengeance Jésus-Christ, également attribué à Eustache Marcadé.

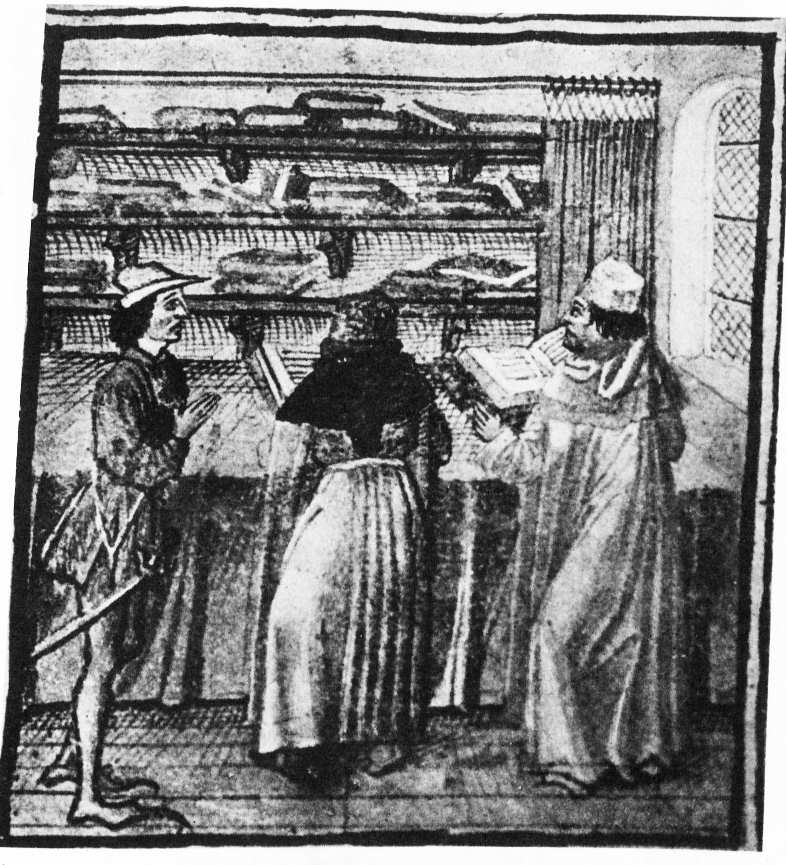
Le Mystère de la Passion d'Arras (1437).
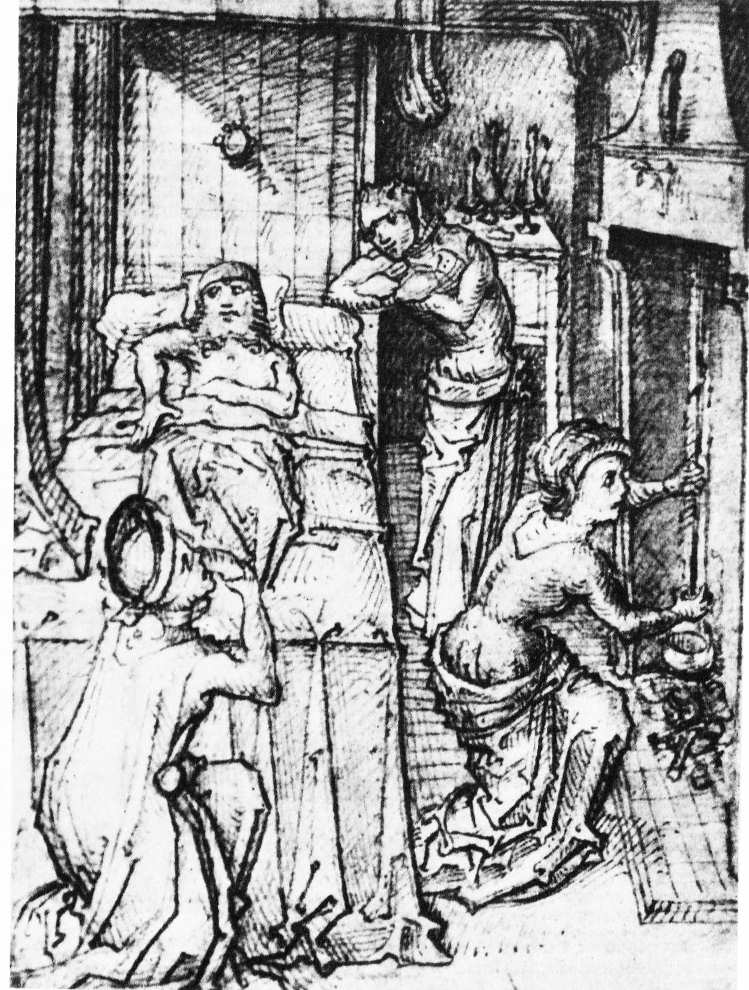
Le Mystère de la Passion d'Arras (1437).

## Éditions
Le Mystère de la Passion, texte du manuscrit 697 de la Bibliothèque d'Arras, a été reproduit en facsimilé par la Société du Pas-de-Calais en 1891, puis par Slatkine, Genève, en 1976. On en trouve également des extraits dans Miracles et mystères : la littérature religieuse au nord de la France, publié à Troesnes en 1989.